# Лепенски-Вир

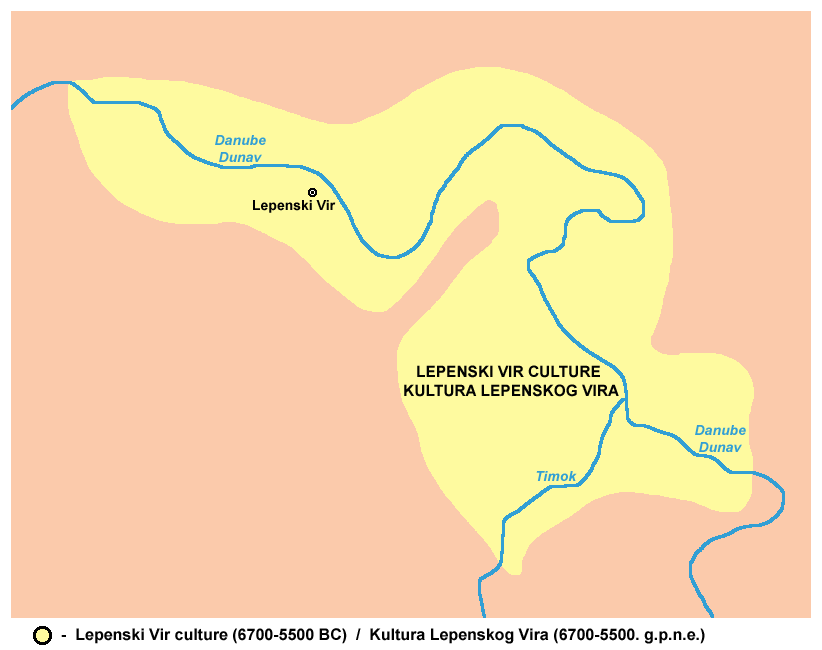

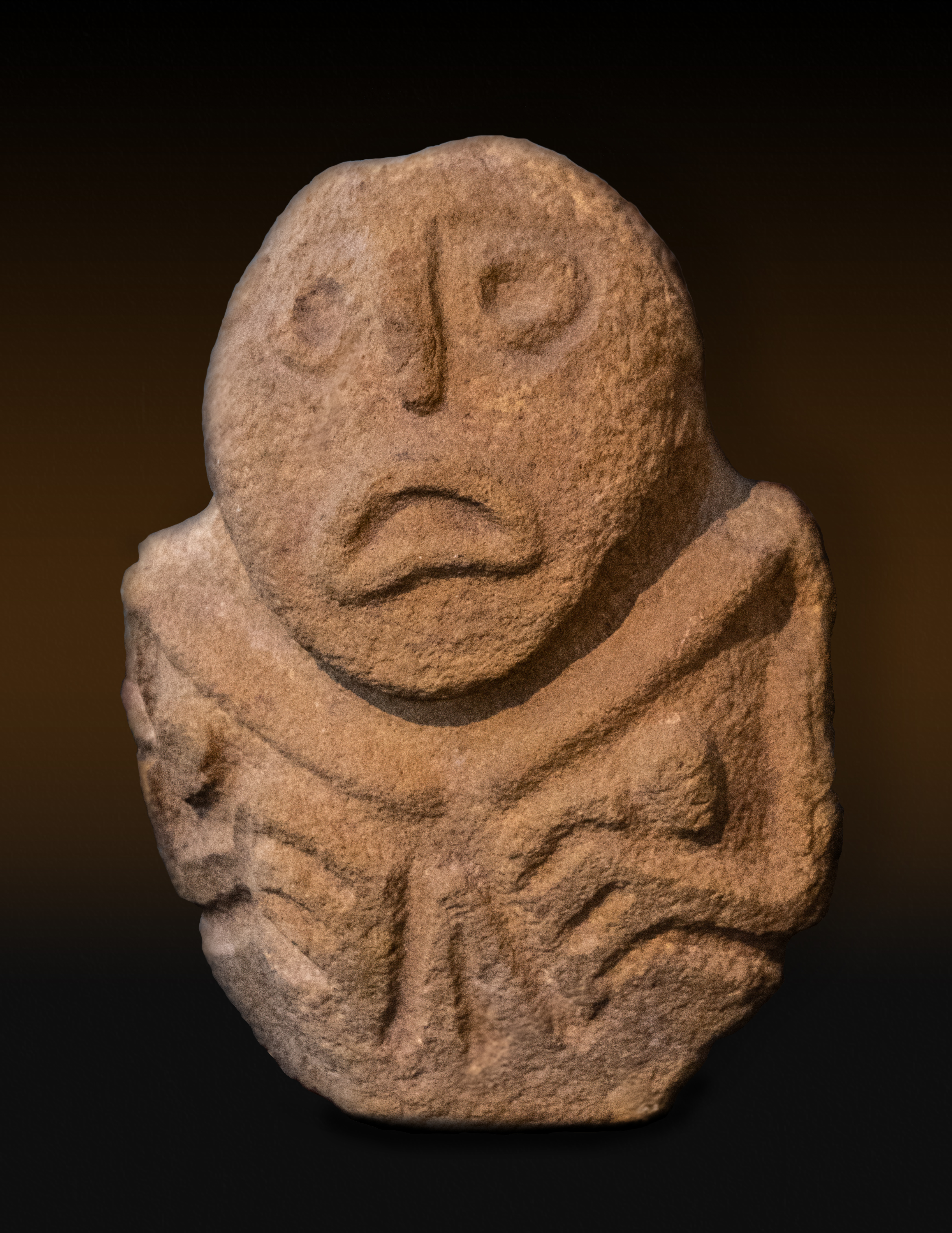
Скульптура из Лепенского Вира

Лепенски-Вир — стоянка мезолитических охотников, обнаруженная на территории Сербии. Раскопана в 1965 году. Датирована VI тысячелетием до н. э.
Состоит из крупного поселения, вокруг которого расположено 10 мелких поселений-спутников. По-видимому, поселение возникло около 7000 года до н. э. и достигло пика развития в период 5300 — 4800 лет до н. э. Многочисленные рыбообразные статуэтки и своеобразная архитектура свидетельствуют о богатой религиозной и культурной жизни местных обитателей, о высоком культурном уровне древних европейцев.
Раскопки Лепенского Вира проводил профессор Драгослав Срейович из Белградского университета в связи с началом строительства ГЭС Джердап I.

## Расположение
Правый берег Дуная у Железных Ворот в Национальном парке Джердап.

## Археологическая культура
К настоящему времени известно всего не более 10 поселений данной археологической культуры, на правом берегу Дуная (Лепенски-Вир, Власац, Хайдучка-Воденица, Падина) и на левом (Ветерань, Террассе, Икоана, Разврата, Островул-Банулуй, Скела-Кладовей).
В период около 8250—7900 лет назад (калиброванная радиоуглеродная датировка) Лепенски-Вир был населён, тогда как в других поселениях той же культуры наблюдался хронологический зазор.
Ряд исследователей считают культуру «Лепенски-Вир — Скела-Кладовей» предшественницей старчево-кришской культуры, однако этой гипотезе противоречит хронологический зазор между лепенской и старчевской эпохами, например, в поселении Скела-Кладовей.
Антропологически население Лепенского Вира было кроманьонским, позднее проявляет признаки грациализации, связанной, видимо, с притоком средиземноморского населения с юга Европы (из Анатолии через Балканы). В верхнем слое Лепенского Вира найдены остатки неолитической старчево-кришской культуры южного происхождения, население которой принадлежало к средиземноморскому антропологическому типу.

## Палеогенетика
У представителей культуры Лепенски-Вир определены митохондриальные гаплогруппы H40, J2b1 и Y-хромосомные гаплогруппы R1b1a-L754/PF6269/YSC0000022, I2-M438, I2a2a-L34, C2c-P53.1, G2a-P15.
У других представителей эпохи мезолита и раннего неолита, живших около сужения реки Дунай Железные Ворота на границе Сербии и Румынии были определены митохондриальные гаплогруппы U5b2c, U5a2d, U5a2a, U4a, U5b1d1, U4b1b1, K1c, K1f, K1a, а также Y-хромосомные гаплогруппы I, I2a2a1b, I2, R1b1a2-V88/PF6279, R1b1a1a, R1b1a (не M269+), R1-P294.